# 戴德金分割
戴德金分割（英語：Dedekind cut）是数学中对于全序集的操作。对于给定的全序集{\displaystyle A}及其中某个元素{\displaystyle x}而言，将{\displaystyle A}分拆为两个非空集合，使得两者其一中所有元素（按照顺序）均在{\displaystyle x}之前、另一真子集中所有元素均在{\displaystyle x}之后。
常见的是对于全体有理数的操作，即{\displaystyle A=\mathbb {Q} }。对于有理数{\displaystyle x}，将有理数集合分拆为两个非空集合{\displaystyle A}和{\displaystyle A'}，若{\displaystyle A}和{\displaystyle A'}满足条件：
1. {\displaystyle \forall a\in \mathbb {Q} }，关系式{\displaystyle a\in A}和{\displaystyle a\in A'}必有且只有一个成立。
2. {\displaystyle \forall a\in A}，{\displaystyle \forall a'\in A'}，必有{\displaystyle a<a'}，并且{\displaystyle a\leq x}和{\displaystyle x\leq a'}两者在不同时取等号时均成立。

则称这样的分拆为有理数的一个戴德金分割，记为{\displaystyle A|A'}。其中集合{\displaystyle A}称为戴德金分割的下组，集合{\displaystyle A'}称为戴德金分割的上组。

## 分类
根据戴德金分割中{\displaystyle A}和{\displaystyle A'}是否有最大数、最小数，可以将戴德金分割分为三种类型：
1. {\displaystyle A}中有最大数，{\displaystyle A'}中无最小数
2. {\displaystyle A}中无最大数，{\displaystyle A'}中有最小数
3. {\displaystyle A}中无最大数，{\displaystyle A'}中无最小数

可以证明，“{\displaystyle A}中有最大数，{\displaystyle A'}中有最小数」的情况并不存在。证明如下：
如果{\displaystyle A}有最大数{\displaystyle a}，{\displaystyle A'}有最小数{\displaystyle b}，则根据分割的定义可知 {\displaystyle a<b}。但是 {\displaystyle (a+b)/2} 显然也是有理数，并且 {\displaystyle a<(a+b)/2<b}，因此 {\displaystyle (a+b)/2} 既不在 {\displaystyle A} 中, 也不在 {\displaystyle A'} 中，这就与 {\displaystyle A\cup A'} 是全体有理数矛盾。
第三种情况揭示了在有理数域中存在这样的一种「空隙」（{\displaystyle A}和{\displaystyle A'}之间的界数），这个「空隙」所对应的数既不属于{\displaystyle A}，也不属于{\displaystyle A'}，因此它不是有理数，它所对应的数就是无理数，因此说第3种情况的戴德金分割定义了一个无理数。
作为一个直观的理解，我们可以把上面三种分化分别看成 {\displaystyle (-\infty ,d]\cup (d,+\infty )}、{\displaystyle (-\infty ,d)\cup [d,+\infty )} 和 {\displaystyle (-\infty ,d)\cup (d,+\infty )}，而“{\displaystyle A}中有最大数、{\displaystyle A'}中有最小数”的情况就是 {\displaystyle (-\infty ,d]\cap [d,+\infty )}，中间的分割点d同时（不合法地）属于两边集合。

## 例子
1. 将所有小于或等于0的有理数划分为集合{\displaystyle A}，将所有余下的有理数（即大于0的有理数）划分为集合{\displaystyle A'}，则{\displaystyle A|A'}是一个戴德金分割，并属于上述分类中的第1种情形。
2. 将所有小于0的有理数划分为集合{\displaystyle A}，将所有余下的有理数（即大于或等于0的有理数）划分为集合{\displaystyle A'}，则{\displaystyle A|A'}是一个戴德金分割，并属于上述分类中的第2种情形。
3. 将所有小于或等于0、其平方小于或等于3的正有理数（即满足{\displaystyle \forall a\in \mathbb {Q} ,a\leq 0,a^{2}\leq 3}的数）划分到集合{\displaystyle A}，将余下的有理数（即其平方大于3的正有理数）划分到集合{\displaystyle A'}，则{\displaystyle A|A'}是一个戴德金分割，并属于上述分类中的第3种情形，此时戴德金分割{\displaystyle A|A'}定义了无理数{\displaystyle {\sqrt[{}]{3}}}。

## 定義大小
假设无理数{\displaystyle \alpha }由分划{\displaystyle A|A'}所确定，无理数{\displaystyle \beta }由分划{\displaystyle B|B'}所确定，则
1. 若集合{\displaystyle A=B}或{\displaystyle A'=B'}，则称无理数{\displaystyle \alpha }与{\displaystyle \beta }相等，记为{\displaystyle \alpha =\beta }。
2. 若集合{\displaystyle A\supset B}（{\displaystyle A\neq B}），则称无理数{\displaystyle \alpha }大于{\displaystyle \beta }，记为{\displaystyle \alpha >\beta }。

无理数小于（{\displaystyle <}）的概念可由大于（{\displaystyle >}）的概念定义，即{\displaystyle \beta <\alpha }当且仅当{\displaystyle \alpha >\beta }。如此得到實數系的大小關係，其性質有：
1. 任意实数{\displaystyle \alpha ,\beta }，必有且只有下列关系式之一成立：{\displaystyle \alpha =\beta ,\alpha >\beta ,\alpha <\beta }。
2. 传递性：若实数{\displaystyle \alpha >\beta ,\beta >\gamma }，则{\displaystyle \alpha >\gamma }。对于小于（{\displaystyle <}）的情形，传递性同样成立。

所以該大小關係是全序關係。

## 参阅
- 无理数
- 實數的構造